# جون ليمان (منافس ألعاب قوى)
جون ليمان (بالإنجليزية: John Lyman)‏ هو منافس ألعاب قوى أمريكي، ولد في 19 مارس 1912، وتوفي في 29 يوليو 1989.